# 斎藤澪
斎藤 澪（さいとう みお、1944年11月17日 -）は、日本の小説家・推理作家。

## 略歴
福島県坂下町生まれ。國學院大学文学部国文科卒業。
1981年、『この子の七つのお祝いに』で第1回横溝正史賞（現・横溝正史ミステリ大賞）を受賞して小説家デビュー。

## 作品リスト
- 『この子の七つのお祝いに』（角川書店） 1981年5月、カドカワノベルズ 1982年7月、角川文庫 1984年10月
- 『赤いランドセル』（カドカワノベルズ） 1982年5月、角川文庫 1985年5月
- 『夜明けの・晩・に』（カドカワノベルズ） 1982年11月、角川文庫 1985年11月
- 『花のもとにて』（作品社） 1983年1月、角川文庫 1986年11月
- 『あした・さよなら』（カドカワノベルズ） 1984年3月
- 『冬かもめ心中』（角川書店） 1985年3月
- 『卒都婆小町殺人事件』（カドカワノベルズ） 1986年4月
- 『泣けば、花嫁人形』（C★NOVELS） 1987年3月
- 『消えて、戻り橋』（C★NOVELS） 1987年9月
- 『花ほおずき、ひとつ 丹波篠山殺人事件』（角川文庫） 1987年12月
- 『折れた櫛』（中央公論社） 1988年4月
- 『六月のカラス 地下廃駅ホーム殺人事件』（ケイブンシャノベルス） 1988年4月、ケイブンシャ文庫 1990年4月
- 『ノサップ岬の女』（祥伝社、ノン・ポシェット） 1988年8月、講談社文庫 1995年12月
- 『雨のじんちょうげ 児童公園殺人事件』（ケイブンシャノベルス） 1989年3月、ケイブンシャ文庫 1991年3月
- 『花まつり殺人事件』（講談社ノベルス） 1989年9月、講談社文庫 1993年10月
- 『函館・立待岬の女』（祥伝社、ノン・ポシェット） 1989年10月
- 『僕のお嬢さん パリ地下鉄殺人事件』（ケイブンシャノベルス） 1990年2月、ケイブンシャ文庫 1992年10月
- 『炎まつり殺人事件』（講談社ノベルス） 1990年11月、講談社文庫 1994年6月
- 『深夜の声 ヨコハマDJ殺人事件』（ケイブンシャノベルス） 1991年2月、ケイブンシャ文庫 1993年12月
- 『白衣のふたり 横浜コインロッカー殺人事件』（ケイブンシャノベルス） 1991年10月、ケイブンシャ文庫 1994年12月
- 『ハモニカを吹く男 医療ミス殺人事件』（ケイブンシャノベルス） 1992年5月、のち改題『深夜病棟・二十五時』（ケイブンシャ文庫） 1997年10月
- 『嗤う身代り地蔵』（ケイブンシャノベルス） 1992年11月
- 『越前岬の女』（フタバノベルス） 1993年4月
- 『灼熱』（ケイブンシャノベルス） 1993年8月
- 『怪談・無情坂の女』（ケイブンシャノベルス） 1994年5月
- 『怪談・霊安室の声』（ケイブンシャノベルス） 1995年1月
- 『西伊豆 恋人岬の女』（フタバノベルス） 1995年4月
- 『四年目の呪殺』（ケイブンシャノベルス） 1996年10月
- 『顔のない男』（ケイブンシャノベルス） 1997年10月

### アンソロジー
「」内が斎藤澪の作品
- 「萩狂乱」（カドカワノベルズ『金田一耕助の新たな挑戦』） 1996年2月、のち角川文庫 1997年9月